# Laryngitis

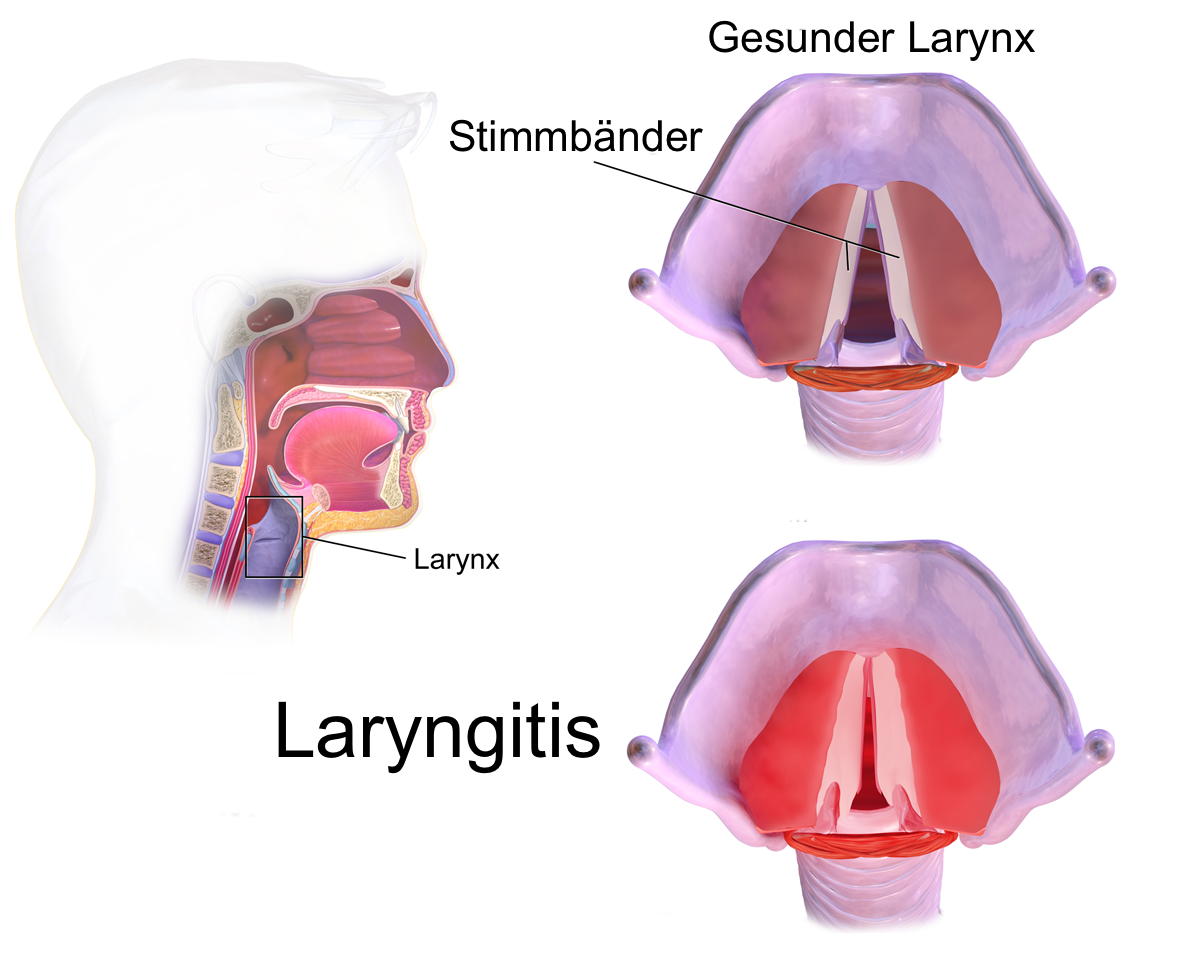
Laryngitis, schematische Darstellung bei der Laryngoskopie

Unter einer Laryngitis (von altgriechisch λάρυγξ lárynx ‚Kehle‘ und der Endung -itis für entzündliche Krankheit) versteht man eine Entzündung des Kehlkopfes. Das Hauptsymptom der Kehlkopfentzündung (früher auch als Kehlkopfkatarrh bezeichnet) ist Heiserkeit (Raucedo) mit Dysphonie bis hin zur Aphonie, oftmals begleitet von einem trockenen, quälenden Husten. Weitere Symptome können starke Halsschmerzen und Fieber bis 40 °C sein.

## Einteilung
Die Laryngitis kann in eine akute, eine chronische und eine phlegmonöse Form unterteilt werden.

### Akute Laryngitis
Die akute Form der Laryngitis wird in eine Entzündung der verschiedenen Etagen des Larynx (Supraglottis, Glottis, Subglottis), besonders aber der Stimmlippen (Glottis) unterteilt. Die subglottische Laryngitis wird auch als Pseudokrupp bezeichnet. Sehr häufig ist auch der obere Anteil der Luftröhre mit einbezogen; dann wird von einer Laryngotracheitis gesprochen.
Die akute Laryngitis wird überwiegend durch Virusinfekte der oberen Luftwege oder selten auch durch starke Stimmbelastung in Räumen mit trockener, evtl. rauchiger Luft verursacht.

### Chronische Laryngitis
Als chronisch gilt eine Laryngitis, wenn die Entzündung länger als drei Wochen andauert. In Kombination mit einer Rachenschleimhautentzündung (Pharyngitis) tritt sie als Laryngopharyngitis auf.
Eine chronische Laryngitis entwickelt sich
- aus einer akuten Laryngitis bei nicht ausreichender Schonung der Stimme,
- durch  Rauchen und Arbeiten in staubiger, trockener Umgebung,
- durch Alkoholmissbrauch,
- durch Reflux von Magensaft, siehe Laryngitis gastrica,
- bei dauernder Mundatmung bei behinderter Nasenatmung,
- im Rahmen aufsteigender Infektionen (Bronchitis mit ständigem Husten),
- eher selten bei falscher Stimmtechnik oder als Folge lang bestehender funktioneller Stimmstörung.

Eine chronische Laryngitis ist immer beobachtungspflichtig, da der Übergang der chronischen Entzündung zu einer Präkanzerose (und damit auch weiter möglicherweise bis zu einem Karzinom) oft fließend verläuft. Wenn nur eine Stimmlippe gerötet ist, sollte an ein Stimmlippenkarzinom oder an eine Tuberkulose gedacht werden.

### Phlegmonöse Laryngitis
Die Laryngitis phlegmonosa tritt extrem selten auf, ist jedoch lebensbedrohlich. Ursächlich können eine verminderte Immunität, ein Trauma oder schwere Infektionskrankheiten sein, die aus Nachbarstrukturen übergreifen können, wie einem Zungengrundabszess oder einer peritonsillären Phlegmone. Bei dieser Form der Laryngitis sind die Muskelschicht des Kehlkopfes, die Tela submucosa, das  Perichondrium und die Bänder betroffen. Symptome sind hohes Fieber, starke  Schmerzen beim Schlucken und insbesondere ein respiratorisches Versagen (Suffokation) auf Grund des Kehlkopfödems, das überraschend schnell auftreten kann und eine sofortige Therapie benötigt. Als Folge von Syphilis, Typhus, Tuberkulose oder Karzinomen, aber auch bei Diphtherie, Influenza (Grippe) und mechanischen Verletzungen kann sich ebenso eine Perichondritis des Kehlkopfs entwickeln. Abzugrenzen ist die Epiglottitis.

## Therapie

### Therapie der akuten Laryngitis
Neben der Behandlung einer Grunderkrankung und Beseitigung beteiligter Noxen (beispielsweise Tabakrauch) steht die Stimmschonung bei einer Laryngitis acuta im Vordergrund. Günstig ist es, vorübergehend komplett auf den Stimmgebrauch zu verzichten – allenfalls leise, vorsichtig mit abgesenkter Stimmlage sprechen. Flüstern sollte strikt vermieden werden, denn die dazu notwendige maximale Spannung der Stimmlippen bewirkt eine erhebliche Belastung. Heiße Halsumschläge und warme Getränke sowie Dampfinhalationen mit ätherischen Ölen zum Beispiel aus der Kamillenblüte oder aus Salbeiblättern wirken lindernd, wobei in Flüssigextrakten kein Alkohol zugesetzt sein soll, da dieser den Larynx austrocknet, was unerwünscht ist. Bei einer Schwellung der Stimmlippen können hydrocortisonhaltige Inhalationen unterstützend wirken; bei Sekundärinfektionen mit Eiterbildung werden Antibiotika verabreicht. Bei Hustenreiz wird symptomatisch behandelt.
Als Komplikation einer Laryngitis acuta ist eine Entzündung des Musculus vocalis möglich, die zu einem unzureichenden Verschluss der Stimmlippen führen kann.

### Therapie der chronischen Laryngitis
Bei chronischer Laryngitis sollten Tabak, Alkohol und scharfe Gewürze gemieden werden, bei Reflux sind Protonenpumpenhemmer Mittel der Wahl. Durch Inhalation werden die trockenen Schleimhäute angefeuchtet, abschwellende Medikamente sollten nicht verwendet werden. Gegebenenfalls sollte durch operative Maßnahmen die Nasenatmung verbessert oder durch Stimmtherapie eine richtige Stimmtechnik erlernt werden.

### Therapie der phlegmonösen Laryngitis
Bei einem Ödem des Kehlkopfes bei phlegmonösen Prozessen, das zu schwerer Atemnot führen kann, wird zunächst eine Calcium-Vitamin-C-Behandlung, die mit Eismanschetten um den Hals ergänzt wird, durchgeführt, was oftmals ein ausreichendes Abschwellen bewirkt. Gegebenenfalls wird dies um eine intravenöse Gabe eines Glucocorticoids ergänzt, was die Ultima Ratio vermeiden hilft: Sollte bei drohendem Komplettverschluss der Atemwege eine herkömmliche endotracheale Intubation mit dem dünnstmöglichen Tubus nicht mehr möglich sein, erfolgt eine Tracheotomie beziehungsweise Koniotomie (Luftröhrenschnitt).